# Людвиг, Рихард
Рихард Людвиг (нем. Richard Ludwig) — германский регбист, серебряный призёр летних Олимпийских игр 1900.
На Играх Людвиг входил в сборную Германию, которая в единственном матче проиграла Франции со счётом 21:17, получив серебряные медали.
Он выступал на Играх вместе со своим братом Эрихом.